# Кінгісеппсько-Гдовська операція

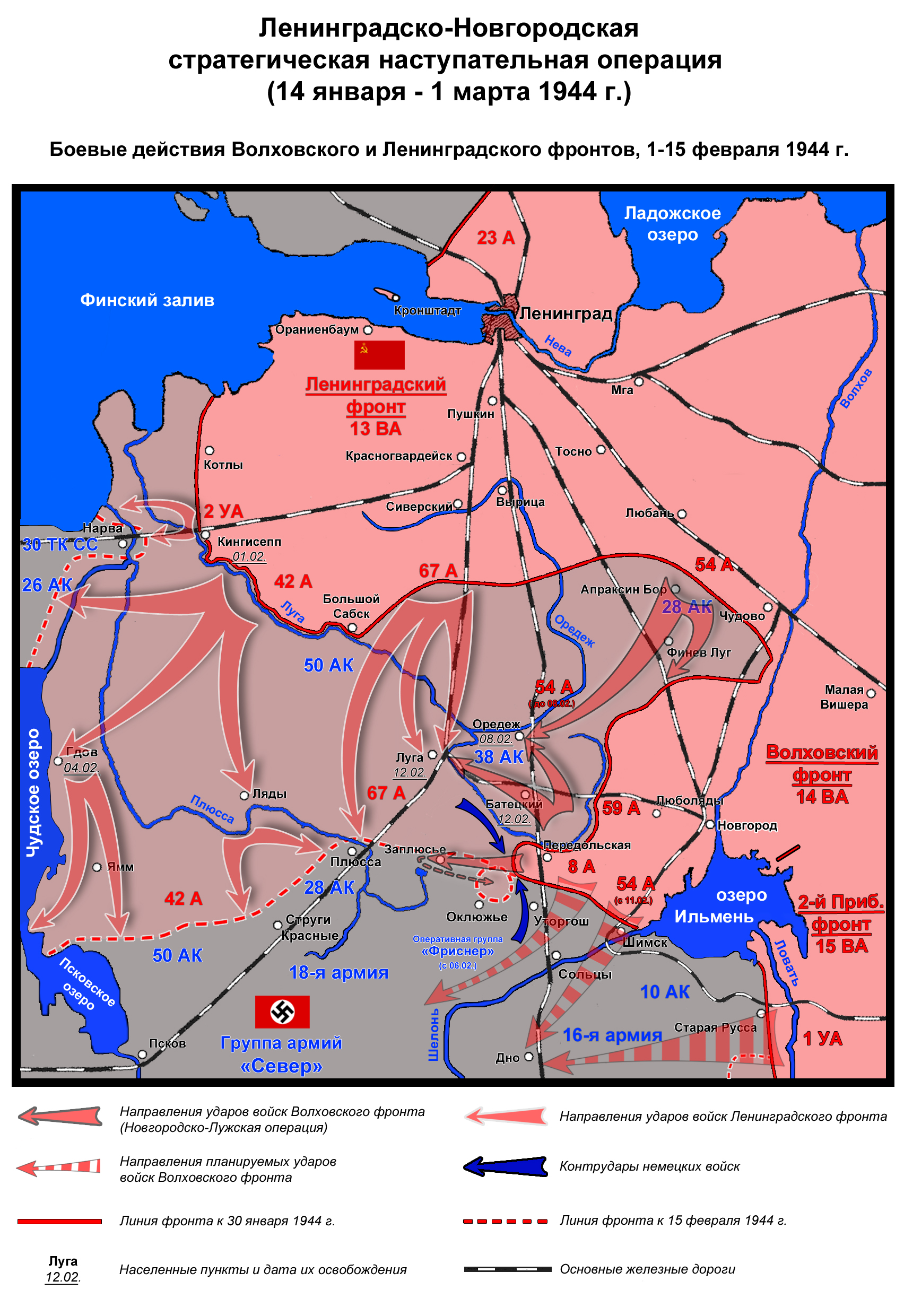
Карта Ленінградсько-Новгородської операції. Кінгісеппсько-Гдовська операція розвивалась на північно-західному фланзі стратегічної наступальної операції

Кінгісеппсько-Гдовська операція (рос. Кингисеппско-Гдовская операция) — фронтова наступальна операція військ радянського Ленінградського фронту проти військ 18-ї німецької армії, котра блокувала Ленінград, частина Ленінградсько-Новгородської стратегічної наступальної операції.

## Історія

### Загальна ситуація
До кінця січня спільними зусиллями війська Ленінградського і Волховського фронтів відкинули німецькі війська від Ленінграда на 70-100 кілометрів і звільнили основні комунікації міста з країною. 27 січня 1944 року було офіційно оголошено, що Ленінград повністю звільнений від ворожої блокади. Хоча операція розвивалася не так стрімко, як планувалося, війська двох фронтів створили передумови для подальшого успішного наступу.
Разом з тим, війська 2-го Прибалтійського фронту в січні не досягли успіху, але все-таки своїми активними діями скували основні сили 16-ї німецької армії, чим сприяло успіху наступу під Ленінградом і Новгородом.
Німецькі частини 18-ї армії хоч і зазнали важких втрат, зуміли, відступаючи від одного проміжного рубежу до іншого, уникнути оточення і зберегли значну частину свого бойового потенціалу. Разом з тим положення 18-ї армії залишалося загрозливим. Втрата Красногвардейська призвела до розвалу суцільного фронту німецької оборони — «основне угруповання» армії (близько 14 дивізій) відступило зі сходу, північного сходу і півночі до Луги, а «західне угруповання» (близько 5-6 дивізій), розвалилося на окремі не пов'язані між собою дрібні бойові групи, відступало на захід до Нарвського плацдарму.
До 30 січня у районі Нарви зосередилася «західне угруповання» О.Шпонгаймера, до складу якого увійшли сильно побиті 61-ша, 170-та, 225-та, 227-ма піхотні, 9-та та 10-та авіапольові дивізії, і кістяк танково-гренадерської дивізії СС «Нордланд» та добровольчої танково-гренадерської бригади СС «Недерланд». Командування групи армій «Північ» звело їх в одну армійську групу «Нарва», та, посилив резервами, кинуло на оборону дефіле між озером Пейпус та Фінською затокою.
30 січня командувач групою армій «Північ» Г. фон Кюхлер на зустрічі з А. Гітлером попросив дозволу відвести війська на лінію «Пантера», але отримав відмову. А. Гітлер вважав, що необхідно утримати «Лузький рубіж» і стабілізувати фронт. Оскільки Г. фон Кюхлер вважав наказ нездійсненним, він був відправлений у відставку. Новий командувачем групою армій «Північ» був призначений В. Модель, який відразу ж віддав розпорядження військам без наказу не робити жодного кроку назад.

### Склад сторін

#### СРСР
- Ленінградський фронт (командувач генерал армії Говоров Л. О.)
  - 2-га ударна армія (командувач генерал-лейтенант Федюнінський І. І.)
  - 42-га армія (командувач генерал-полковник Масленников І. І.)
  - 8-ма армія (командувач генерал-лейтенант Стариков П. Н.)
  - 59-та армія (командувач генерал-лейтенант Коровников І. Т.)
  - 54-та армія (командувач генерал-лейтенант Рогинський С. В.)
  - 67-ма армія (командир генерал-лейтенант Свиридов В. П.)
  - 13-та повітряна армія (командувач генерал-лейтенант авіації Рибальченко С. Д.)

#### Німеччина
- 18-та армія (командувач генерал від інфантерії Г.Ліндеман)
  - XXVI армійський корпус (командир генерал від інфантерії М.Гразе, з 15 лютого генерал від інфантерії А.Грассер)
  - XXVIII армійський корпус (командир генерал артилерії Г.Лох)
  - XXXVIII армійський корпус (командир генерал артилерії К.Герцог)
  - L армійський корпус (командир генерал від інфантерії В.Вегенер)
  - Група Шпонгеймера, з 23 лютого 1944 року армійська група «Нарва» (командир генерал від інфантерії О.Шпонгаймер, з 23 лютого 1944 року генерал від інфантерії Й.Фріснер)
  - III танковий корпус СС (командир СС-обергруппенфюрер Ф.Штайнер)
  - Добровольча танково-гренадерська бригада СС «Недерланд» (командир СС-штандартенфюрер Й.Фіцтум)
- частини 1-го повітряного флоту (командувач генерал авіації К. Пфлюгбайль)

### Хід операції
31 січня 1944 року війська 42-ї армії форсували річку Луга і продовжили наступ, переслідуючи відступаючі до Нарві частини німецького L армійського корпусу. За кілька днів радянські війська, за підтримки партизанських з'єднань, значно просунулася вперед, звільнили Ляди, Сара-Гору, Гдов і досягли узбережжя Чудського озера.
На початку лютого командування фронтом поставило 42-ій армії нове завдання — обійти Лузьке угруповання із заходу і північного заходу і сприяти військам 67-ї армії і Волховського фронту в оволодінні Лугою. З огляду на це, з'єднання армії продовжили наступ силами 108-го корпусу з району Ямма на Псков, а силами 123-го і 116-го стрілецьких корпусів — з району Ляди на південний схід із завданнями опанувати Плюсс, Струги Красні і перерізати дорогу Луги — Псков.
Наступ 42-ї армії поставив під загрозу оточення основні сили 18-ї німецької армії. Розуміючи це, В. Модель віддав наказ своїм військам за будь-яку ціну утримати комунікації між Лугою і Псковом. Для цього в районі Луги були залишені 11-та, 212-та, 215-та піхотні дивізії, а 13-та авіапольова, 24-та, 58-ма, 21-ша піхотні та 207-ма дивізія охорони поспіхом почали займати оборону від району на захід від Луги до Чудського озера. При цьому частини 12-ї танкової, 12-ї авіапольової і 126-ї піхотної дивізій повинні були нанести контрудар від східного узбережжя Чудського озера в північному напрямку.
7 лютого німецькі війська, які готувалися перейти в контрнаступ, були атаковані частинами 42-ї армії в районі Ямма. На річці Желче зав'язалися запеклі бої між частинами 108-го стрілецького корпусу і німецької 207-ї дивізії охорони, а між Лугою і річкою Плюсса 116-й і 123-й стрілецькі корпуси, що наступали в напрямку Струг Красних, атакували позиції 13-ї авіапольової і 58-ї піхотної дивізій.
10 лютого частини 12-ї танкової дивізії контратакували 196-у і 128-у стрілецькі дивізії 108-го стрілецького корпусу в районі Ямма, але лише кілька затримали наступ радянських військ. До 12 лютого з'єднання 108-го стрілецького корпусу, відтіснивши противника на південь, зайняли Підборовье, а силами однієї стрілецької дивізії — невеликий плацдарм на західному узбережжі Чудського озера.
У той же час, по рубежу річки Плюсса, де оборону тримала німецька 58-ма піхотна дивізія, яку посилили 21-ша і 24-та піхотні дивізії, перекинуті до цього району для проведення контрудару. 8-15 лютого у результаті запеклих боїв формування 116-го і 123-го стрілецьких корпусів прорвали оборону противника в районі Зарудення — Березиці — Орєховно і розбили три німецькі дивізії. Частина німецької 58-ї піхотної дивізії потрапила в оточення. Німецьке командування кинуло в бій 13-у авіапольову дивізію і частини 12-ї танкової дивізії із завданням відновити становище, але ті, зазнавши великих втрат, виконати визначене завдання не змогли. Більш того танково-гренадерський полк 12-ї танкової дивізії також опинився в оточенні.
13 лютого німецькі частини, кинувши танки і артилерію, спробували прорватися в напрямку Струг Красних, переправившись через озеро Чорне, але лише небагатьом вдалося вирватися з оточення. До 15 лютого дивізії двох стрілецьких корпусів 42-ї армії, знищивши оточені частини противника, продовжили наступ у напрямках Струг Красних і Плюсси.
Одночасно з 42-ю армією на Лугу з півночі і північного сходу наступали з'єднання 110-го, 117-го стрілецьких корпусів 67-ї армії. Зустрівши запеклий опір противника на рубежі Красні Гори — Долгівка, з'єднання 67-ї армії просувалися вперед з великими труднощами і тільки до 11 лютого вийшли на підступи до Луги.
Наступ 42-ї і 67-ї армії поставив німецькі війська в районі Луги в критичне становище. В командування групи армій «Північ» зникла остання можливість утримати «Лузький рубіж» і зупинити наступ радянських військ. Разом з тим, хоча частинам 123-го і 116-го стрілецьких корпусів 42-ї армії вдалося вийти до околиць Плюсси, перерізати залізницю на Псков їм не вдалося. Таким чином, у частин 18-ї німецької армії залишалася можливість відступу з району Луги.
Наступ радянських військ на Лугу і раніше розвивався з великими труднощами — противник чинив запеклий опір і здійснював постійні контратаки. Незважаючи на те, що оточити німецькі війська ні в районі Луги, ні в районі на південний захід від озера Ільмень радянським військам так і не вдалося, основні сили 18-ї армії були поставлені в критичне становище. У нинішній ситуації В. Модель був змушений віддати наказ своїм військам почати відступ з Луги в сторону Пскова.
12 лютого Луга була, нарешті, взята частинами 67-ї і 59-ї армій. Після завершення боїв за місто Луга, 13 лютого 1944 року Директивою Ставки ВГК № 220023 Волховський фронт був розформований. Ленінградському фронту передані 54-та, 59-та і 8-ма армії, 2-му Прибалтійському фронту — 1-ша ударна армія. Управління фронту було переведено до резерву Ставки ВГК.

#### Наступ на Нарвському напрямку
На північному фланзі радянських військ, що наступали, в ніч на 1 лютого частини 109-го стрілецького корпусу (переданого до складу 2-ї ударної армії з 42-ї армії) за підтримки 152-ї танкової бригади після артпідготовки атакували і завдяки вмілому обхідному маневру взяли штурмом Кінгісепп. Незважаючи на те, що німецькі війська не зуміли організувати оборону по річці Луга, ар'єргардні загони зуміли наполегливою обороною Кінгісеппа пригальмувати просування радянських військ, що дозволило основним силам LIV армійського корпусу і III танкового корпусу СС зайняти міцну оборону уздовж західного берега річки Нарви.
Переслідуючи відступаючого противника, два корпуси 2-ї ударної армії до 3 лютого вийшли до річки Нарва. 43-й стрілецький корпус форсував річку на північ від міста Нарви і зайняв на її протилежному березі два плацдарму, а 122-й стрілецький корпус, переправившись через річку, захопив два плацдарми на південь від міста. Відбивши всі контратаки противника, радянські частини міцно закріпилися на плацдармах. Однак, німецьким військам, які отримали для посилення оборони в цьому районі танково-гренадерську дивізію «Фельдгеррнгалле» зі складу групи армій «Центр» і один полк 58-ї піхотної дивізії, вдалося утримати у своїх руках плацдарм на східному березі річки Нарва в районі Івангорода.
11 лютого війська 2-ї ударної армії, посилені 30-м гвардійським стрілецьким корпусом, почали масштабний наступ з метою розширення плацдармів на західному березі річки Нарви, виходу на рубіж Іихві — Атсалама — Каупсі і подальшого наступу в напрямку Раквере. Німецькі війська, об'єднані під єдиним командуванням в оперативну групу «Шпонгаймер» (за прізвищем командувача LIV армійського корпусу Отто Шпонгаймера), готувалися захищати кордон на річці Нарва до останньої можливості.
За кілька днів запеклих боїв радянські війська зуміли домогтися лише локальних успіхів. Подальше наступ було зупинено наполегливим опором 227-ї піхотної дивізії і бригадою СС «Недерланд». На південний захід від міста вели наступ частини 109-го і 122-го стрілецьких корпусів, які спільними зусиллями зуміли просунутися вперед до 12 кілометрів, але більшого добитися не змогли. Німецькі частини 17-ї піхотної дивізії, танково-гренадерської дивізії «Фельдгеррнгалле» і дивізії СС «Норланд» зуміли зупинити наступ радянських військ і на цьому напрямку.
Спроба радянського командування висадити десант біля села Мерекюля (Мерікюла) на узбережжі Нарвської затоки в ніч з 13 на 14 лютого завершилась повною катастрофою. Тільки близько 450 осіб вдалося висадити на берег. Опинившись без зв'язку та вогневої підтримки, невеликий десант був оточений і через 4 дні майже повністю знищений. 16 лютого припиняється останній організований опір десанту. Вцілілі бійці намагалися дрібними групами та поодинці через місцевість, де була велика кількість німецьких військ, пробратися до лінії фронту, це майже нікому не вдалося.
Після отримання в підкріплення 124-го стрілецького корпусу з резерву фронту і перегрупування сил, війська 2-ї ударної армії знову перейшли в наступ. Запеклі бої тривали до кінця лютого, але радянським військам вдалося тільки розширити плацдарм на південь від Нарви до 35 кілометрів завширшки і до 15 кілометрів на глибину. Повністю зламати німецьку оборону і домогтися вирішального успіху не вийшло. Німецькі частини оперативної групи «Шпонгаймер» (з 23 лютого — оперативна група «Нарва» під командуванням Й. Фріснера) зуміли відбити всі атаки радянських військ.
Наприкінці лютого додатково до 2-ї ударної армії командувач Ленінградським фронтом з дозволу Ставки ВГК перекинув на нарвський напрямок 8-му і 59-ту армії. 22 лютого директивою № 220035 Ставка ВГК визначила завдання, зосередивши угруповання з 9 стрілецьких корпусів, знову перейти в наступ, зламати німецьку оборону в районі Нарви і розвивати наступ силами однієї армії на Пярну, а двома арміями — на південь в напрямку Вільянді — Валга — Тарту — Виру.